# Calidota bahamensis
Calidota bahamensis är en fjärilsart som beskrevs av Rothschild 1933. Calidota bahamensis ingår i släktet Calidota och familjen björnspinnare. Inga underarter finns listade i Catalogue of Life.